# Municipio de Salado
El municipio de Salado (en inglés: Salado Township) es un municipio ubicado en el condado de Independence en el estado estadounidense de Arkansas. En el año 2010 tenía una población de 1121 habitantes y una densidad poblacional de 29,97 personas por km².

## Geografía
El municipio de Salado se encuentra ubicado en las coordenadas 35°43′3″N 91°36′4″O / 35.71750, -91.60111. Según la Oficina del Censo de los Estados Unidos, el municipio tiene una superficie total de 37.41 km², de la cual 36,73 km² corresponden a tierra firme y (1,82 %) 0,68 km² es agua.

## Demografía
Según el censo de 2010, había 1121 personas residiendo en el municipio de Salado. La densidad de población era de 29,97 hab./km². De los 1121 habitantes, el municipio de Salado estaba compuesto por el 95,63 % blancos, el 0,45 % eran afroamericanos, el 0,62 % eran amerindios, el 0,27 % eran asiáticos, el 0,71 % eran de otras razas y el 2,32 % eran de una mezcla de razas. Del total de la población el 2,23 % eran hispanos o latinos de cualquier raza.